# 868 км (зупинний пункт)
868 кілометр — пасажирський залізничний зупинний пункт Лиманської дирекції Донецької залізниці.
Розташований у селі Нещеретове, Сватівський район, Луганської області на лінії Кіндрашівська-Нова — Граківка між станціями Старобільськ (17 км) та Білокуракине (18 км).
Через військову агресію Росії на сході України транспортне сполучення припинялося, проте з 30 травня 2016 року рух поїздів відновлено. Лінією Валуйки — Кіндрашівська почував курсувати приміський поїзд Кіндрашівська-Нова — Лантратівка, який робить зупинки лише по станціях.